# Scottish Wanderers FC
Scottish Wanderers FC was een Braziliaanse voetbalclub uit de stad São Paulo.

## Geschiedenis
De club werd in 1913 opgericht door spelers van São Paulo Athletic, nadat deze club de voetbalafdeling opgeheven had. De spelers waren migranten van Schotse afkomst. De club nam deel aan het Campeonato Paulista in 1914 en werd in dat seizoen vijfde op zes clubs. Ook het volgende seizoen eindigde de club vijfde. De spelers werden betaald waardoor ze gezien werden als een profclub. Omdat in die tijd enkel amateurclubs deel mochten nemen aan de competitie werd de club uit de competitie gezet en enkele dagen later ontbonden.